# Centro de Documentación del Son Jarocho
El Centro de Documentación del Son Jarocho es un centro cultural y espacio público en la ciudad de Jáltipan de Morelos. Su misión es preservar toda la cultura que gira en torno al son jarocho. Fue establecido en septiembre de 1998 después de varios intentos anteriores por crear uno. El centro también es el responsable de la organización del Festival del Son Jarocho de Jáltipan.

## Historia
La organización nació a finales del siglo xx. Originalmente establecida en el municipio de Cosoleacaque fue movido a Jáltipan debido a problemas políticos y cambios en la administración municipal. Ya en Jáltipan se eligió como sede una casa abandonada cerca del centro histórico de la ciudad. El dueño donó el lugar, pero debido a su complicado estado de salud no pudo firmar un contrato de compra-venta con la asociación. Tras la muerte del dueño, su familia obligó el desalojo del inmueble. Múltiples personalidades como Eugenia León, Chavela Vargas, Ángeles Mastretta y el grupo Café Tacvba pidieron la intervención del gobernador de Veracruz Fidel Herrera, quien finalmente otorgó los recursos necesarios para la compra del inmueble.

### Daños tras los terremotos de 2017
Los dos sismos de septiembre de 2017 en México afectaron de gran manera al centro. Las autoridades municipales dictaminaron graves fisuras en la estructura principal de los edificios. Para apoyar en la reconstrucción se crearon solicitudes de financiación en internet. También la cantante Natalia Lafourcade organizó el concierto denominado Un canto por México en Anaheim, California en el que todas las ganancias fueron donadas al esfuerzo de reconstrucción. El concierto tuvo la participación de Mon Laferte, Carlos Rivera, Augusto Bracho y otras personalidades.

## Actividades
El Centro enseña la cultura y oficios propios del sur de Veracruz que forman parte de la cultura que engloba al Son Jarocho. Se imparten talleres de música (jarana y marimba), canto, baile (zapateado) y tejido de vestido con telar de cintura. También aquí se han grabado discos como gran parte de los discos del Los Cojolites y también entrevistas como la realizada al Subcomandante Marcos en los años 2000.

## Festival del Son Jarocho de Jáltipan
Es un festival anual de música y baile realizado en Jáltipan de Morelos y organizado por el Centro de documentación del Son Jarocho. Se ha realizado en 24 ocasiones y ha albergado a múltiples artistas como:
- Los Cojolites[6]
- Natalia Lafourcade[6]
- Tirso López